# Make Believe
«Make Believe» — второй сингл американской рок-группы Toto из альбома Toto IV, изданный лейблом Columbia Records в 1982 году. Стороной «Б» сингла является песня «We Made It», также включенная в Toto IV.
«Make Believe» достиг 30 позиции в хит-параде Billboard Hot 100, в Германии — 70 строчку.
Композиция вошла в саундтрек видеоигры Grand Theft Auto: Vice City Stories, где её можно услышать на вымышленной радиостанции «Emotion 98.3».

## Список композиций
Америка / Канада
1. «Make Believe» (Пейч) — 3:41
2. «We Made It» (Пейч, Джефф Поркаро) — 3:49

Европа
1. «Make Believe» (Пейч) — 3:43
2. «Lovers in the Night» (Пейч) — 4:27

## В записи участвовали
- Бобби Кимболл[англ.] — вокал, бэк-вокал
- Джон Смит — саксофон
- Дэвид Пэйч[англ.] — клавишные, бэк-вокал, композитор
- Стив Люкатер — гитара, бэк-вокал
- Том Келли[англ.] — бэк-вокал
- Дэвид Хангейт — бас-гитара
- Джефф Поркаро — ударные
- Джо Спенсер — обложка сингла
- Джеймс Ньютон Ховард — дирижёр
- Дуг Сакс — мастеринг
- Грег Ладануи[англ.] — микширование